# Гебель, Фигго
Фигго Гебель (нем. Viggo Gebel; родился 22 ноября 2007, Германия) — немецкий футболист, атакующий полузащитник «РБ Лейпциг».

## Клубная карьера
Фигго Гебель начинал заниматься футболом в команде «Айнтрахт Шкойдиц», а позже присоединился к академии клуба «РБ Лейпциг», с которым подписал свой первый профессиональный контракт 16 августа 2024 года. На следующий день, 17 августа дебютировал за основную команду «красных быков», выйдя на замену в матче Кубка Германии против «Рот-Вайсс Эссен» и в возрасте 16 лет, 8 месяцев и 26 дней стал вторым самым молодым игроком в истории своего клуба. 26 ноября 2024 года впервые сыграл в Лиге чемпионов, проведя 10 минут на поле в матче против «Интернационале».